# Manduca ochus
Espèce
Manduca ochus est une espèce de lépidoptères de la famille des Sphingidae, de la sous-famille des Sphinginae, de la tribu des Sphingini.

## Description
L'envergure est d'environ 12 centimètres. Il peut être distingué des autres espèces de Manduca par le motif de la face dorsale de l'aile antérieure d'un brun fauve et de la costa sombre marbrée de bleu et de gris métallique. Le dessus de la tête et le thorax sont bruns et orange, et il y a deux paires de points noirs submarginaux et une rangée de taches noires marginales sur la face supérieure de l'aile antérieure.

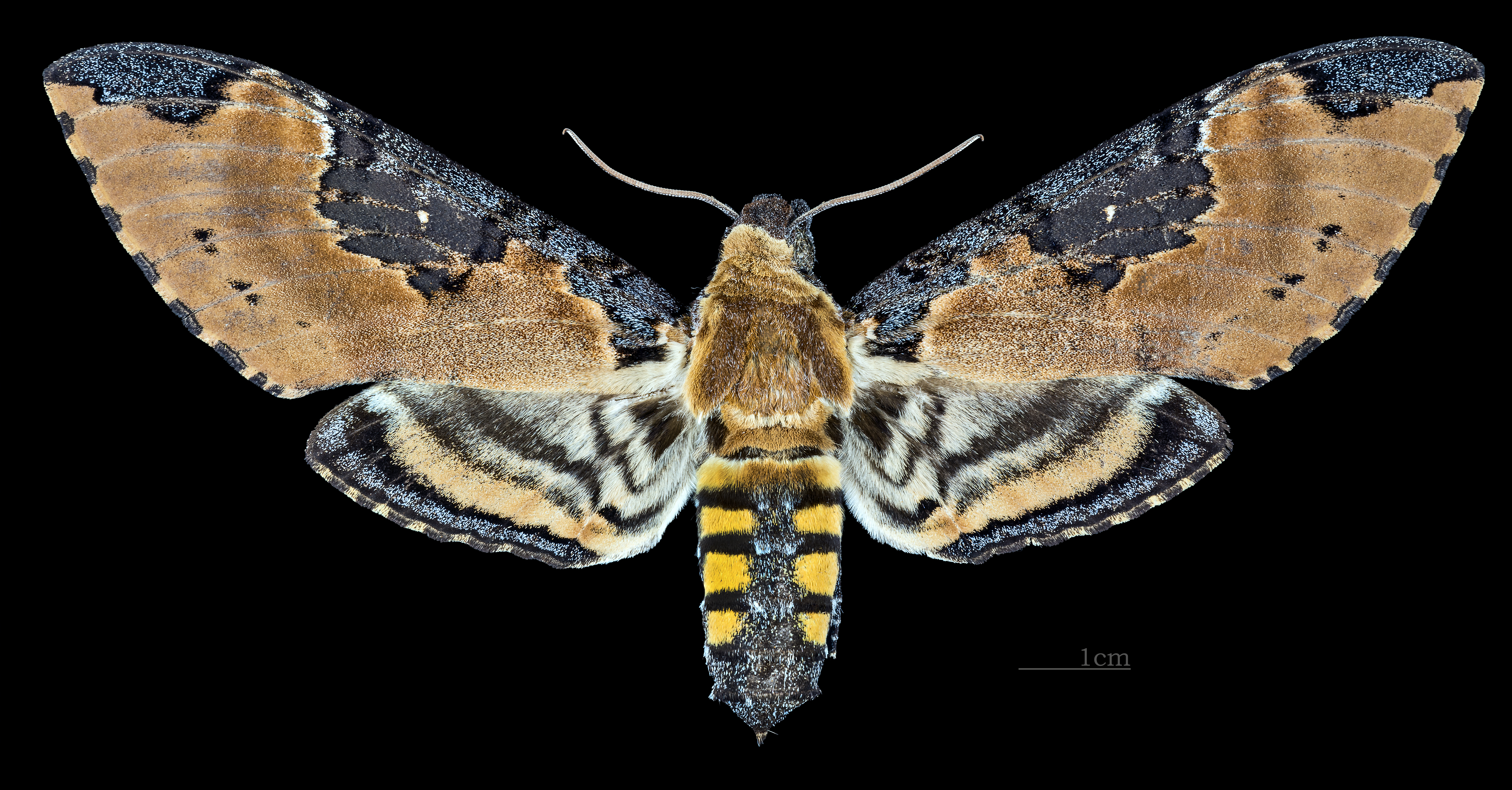
Manduca ochus face dorsale de la femelle
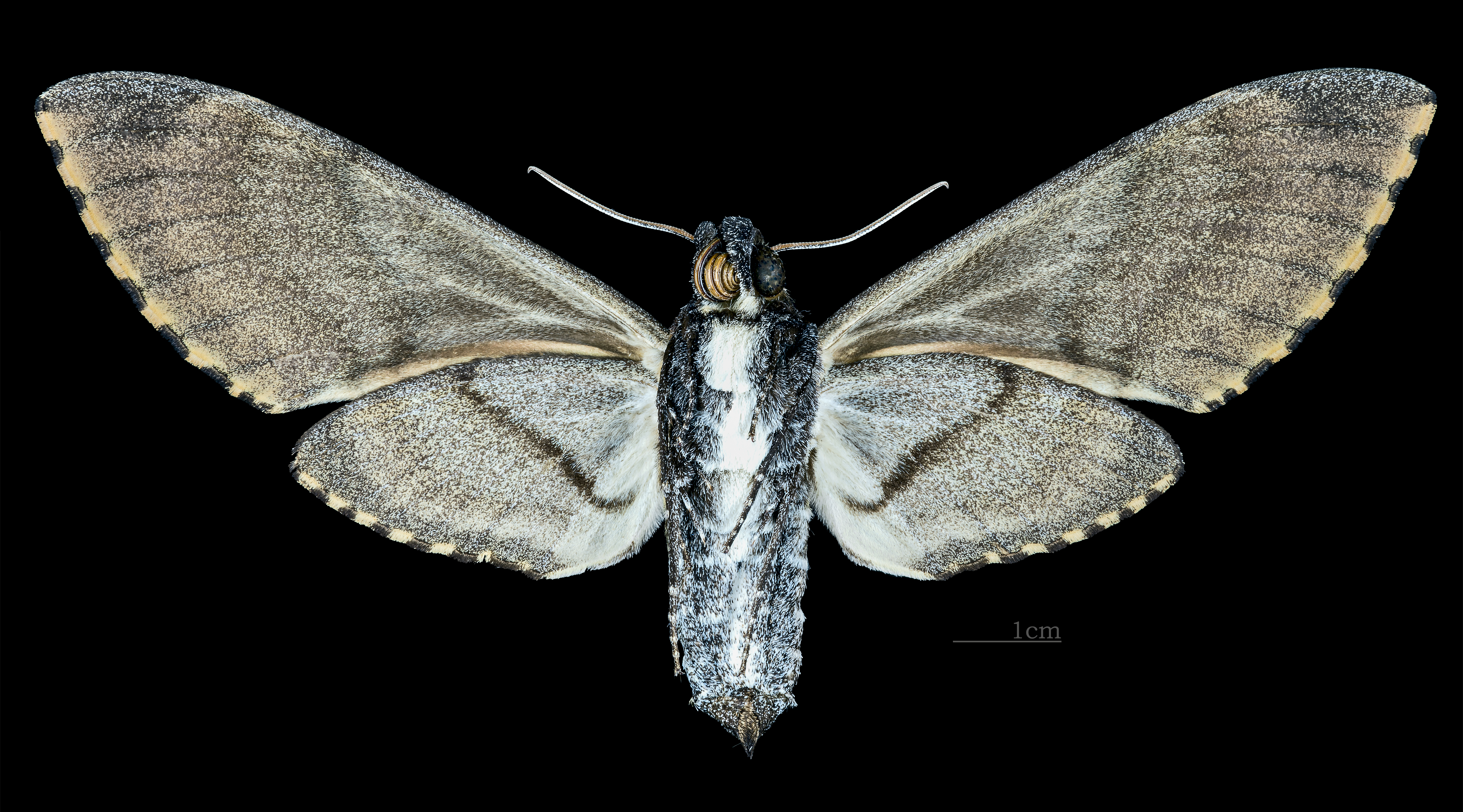
Manduca ochus revers de la femelle

## Distribution et habitat
Distribution
L'espèce est connue au Mexique, au Belize, au Nicaragua, au Venezuela, au Costa Rica et en Équateur.

## Biologie
Il y a probablement deux ou trois générations par an, avec des adultes qui volent presque toute l'année au Costa Rica.

## Systématique
- L'espèce Manduca ochus a été décrite par l'entomologiste allemand Johann Christoph Friedrich Klug en 1836, sous le nom initial de Sphinx ochus[1].
- La localité type est le Mexique.

## Synonymie
- Sphinx ochus Klug, 1836 Protonyme
- Macrosila instita Clemens, 1859[2]
- Protoparce ochus Godman & Salvin[3]